# Wapen van Woudenberg
Het wapen van Woudenberg is het gemeentelijke wapen van de Utrechtse gemeente Woudenberg. Het wapen is sinds de toekenning in 1818 een keer aangepast in 1953, de gemeente mag sindsdien een gravenkroon op het wapen voeren.

## Geschiedenis
Een eerste vermelding van het wapen wordt gedaan in het Wapenboek Gelre. Het gaat daar om het wapen van Jacob van Groenewoude, het werd ook door twee ridderhofsteden gevoerd: Amelisweerd en Nieuw-Amelisweerd bij laatst genoemde stonden de letter A en H boven de bovenste hanen.
Het eerste wapen werd op 15 juli 1818 officieel door de Hoge Raad van Adel bevestigd, wat inhoudt dat het wapen dus al in gebruik was door de gemeente Woudenberg, op 22 juli 1953 kreeg de gemeente hetzelfde wapen opnieuw toegekend maar nu met de toevoeging van een gouden kroon van drie bladeren met daartussen in totaal twee parels.

## Blazoen
Het huidige wapen, met de kroon, heeft als beschrijving:
Zijnde van goud, beladen met drie hanen van sabel met kam en lellen van keel, staande twee en een. Het schild gedekt door een gouden kroon van drie bladeren en twee paarlen.
Het schild is geheel van goud, met daarop drie zwarte hanen. De hanen hebben een rode kam en lellen. Boven in het schild staan twee hanen en onderin een. Ze kijken alle drie naar rechts (voor de kijker links). Boven op het schild een gouden kroon bestaande uit drie bladeren met daartussen twee parels. Het wapen komt als hartschild voor op het wapen van Heiligenbergerbeek.

## Verwant wapen
Onderstaand wapen is verwant aan dat van Woudenberg:

Wapen van het College ter directie van den Slaperdijk